# Witold Wojdyło
Witold Wojdyło (ur. 1 kwietnia 1947 w Brzoziu Lubawskim) – polski profesor historii.

## Życiorys
Ukończył Technikum Budowlane w Toruniu w 1967 roku. Następnie podjął studia z zakresu historii wojskowości na Uniwersytecie Mikołaja Kopernika w Toruniu, które ukończył w roku 1973. Osiem lat później uzyskał stopień doktora za pracę pt. Bataliony Chłopskie. Oddziały specjalne i partyzanckie. Habilitację uzyskał za rozprawę zatytułowaną Koncepcje społeczno-polityczne Stanisława Grabskiego. W 2004 roku uzyskał tytuł profesora.
Specjalizuje się w historii najnowszej, historii wychowania oraz myśli politycznej XIX i XX wieku. Jest członkiem PTH. Pełnił funkcje dziekana i prodziekana Wydziału Humanistycznego UMK. Obecnie jest kierownikiem Katedry Myśli Politycznej Wydziału Politologii i Studiów Międzynarodowych. W latach 2008–2012 piastował również funkcję prorektora ds. studenckich.

## Odznaczenia
- Nagroda Ministerstwa Nauki, Szkolnictwa Wyższego i Techniki (1983)